# The Legendary Shack Shakers
A The Legendary Shack Shakers (korábban Those vagy Th') egy amerikai együttes. 1995-ben alakultak a Kentucky állambeli Murrayben.

## Története
A zenekar többféle műfajban játszik: rockabilly, psychobilly, swamp rock, alternatív country. Zenéjükre a karneváli zene (carnival music) is hatással volt. Első nagylemezüket 1998-ban adták ki. A "CB Song" című dalukat a GEICO biztosítótársaság is felhasználta az egyik reklámjában. A "Swampblood" című daluk pedig hallható a True Blood sorozat egyik epizódjában is. Lemezeiket a YepRoc, Alternative Tentacles, Bloodshot Records, Spinout Records, Colonel Knowledge, Arkam Records kiadók jelentetik meg. 

## Diszkográfia
- Hunkerdown (1998)
- Cockadoodledon't (2003)
- Believe (2004)
- Pandelirium (2006)
- Lower Broad Lo-Fi (2007)
- Swampblood (2007)
- AgriDustrial (2010)
- The Southern Surreal (2015)
- After You've Gone (2017)
- Cockadoodledeux (2021)